# Jože Plečnik
Jože Plečnik [jóže pléčnik], slovenski arhitekt, univerzitetni profesor in akademik, * 23. januar 1872, Ljubljana, † 7. januar 1957, Ljubljana. 
Plečnik je bil arhitekt, ki si je močno prizadeval, da bi z lastnim umetniškim ustvarjanjem dal slovenski in evropski arhitekturi izrazito prepoznavnost. Zaradi njegovega kakovostnega, raznolikega dela na Dunaju, Pragi, Ljubljani, Sloveniji ter na področju nekdanje Jugoslavije in zaradi vpliva na bodoče generacije arhitektov je po mnenju večine ocenjevalcev največji slovenski arhitekt. Njegove ureditve v Ljubljani so bile 28. julija 2021 uvrščene na seznam Unescove svetovne dediščine v okviru vpisa sedmih enot pod imenom Dela Jožeta Plečnika v Ljubljani – urbano oblikovanje po meri človeka.. Ukvarjal se je tudi z oblikovanjem, predvsem sakralnega posodja, pohištva in knjig.

## Življenjepis
Rodil se je 23. januarja leta 1872 v Gradišču, ob sedanji Gregorčičevi ulici v jedru Ljubljane kot eden od štirih otrok (trije sinovi, najstarejši Andrej in najmlajši Janez ter hči Marija) v družini mizarja Andreja. Oče je bil po rodu iz Hotedršice pri Logatcu. Mati Helena je bila iz družine Molka. Po prvem neuspešnem letniku šolanja na nižji gimnaziji je Jože šolo začasno opustil. Oče ga je vzel kot vajenca k sebi v mizarsko delavnico. Pozneje je kot marljiv risar z deželno štipendijo nadaljeval šolanje na Državni obrtni šoli v Gradcu. Izučil se je za umetnostnega mizarja in načrtovalca pohištva. 

### Študijska leta
Po končani graški šoli, kjer je bil učenec Leopolda Theyerja, je odšel na Dunaj. Bil je študent arhitekta Otta Wagnerja, pri katerem je zaključil študij spomladi leta 1898 kot eden profesorjevih najboljših diplomantov. Nad učiteljevo arhitekturo naj bi se navdušil, ko je na razstavi videl načrte Wagnerja za berlinsko katedralo. Profesor Wagner je hitro opazil njegovo izredno nadarjenost za risanje in mladega študenta sprejel v svojo mojstrsko šolo. Zaradi pomanjkanja strokovnega znanja je v šoli doživel začetni neuspeh, a Wagner ga je sprejel v svoj atelje, in mu tako omogočil, da je ob delu že v enem letu nadomestil manjkajočo splošno izobrazbo. Mladenič je za tem nadaljeval študij kot redni študent. Kot nagrado za izvrstno izdelano diplomsko delo o nizozemskem morskem letovišču Scheveningen je prejel Rimsko štipendijo. Ta mu je omogočila sedemmesečno študijsko potovanje po Italiji, od Benetk do Rima in krajši obisk v Franciji (do Pariza, maja in junija 1899). Nato se je za kratek čas vrnil k Wagnerju in mu pomagal dokončati načrte za postaje dunajske mestne železnice ob kanalu Donave.

### Samostojni arhitekt
Leta 1901 je odprl samostojen arhitekturni atelje na Dunaju. Znal je načrtovati hiše in vse njihove detajle. Kot izučeni pohištveni mizar je bil Plečnik sposoben svoje izdelke elegantno oblikovati. Z oblikovanjem pohištva in postavljanjem razstav si je pridobil velik ugled v mestu. Organiziral je odmevno razstavo cerkvene umetnosti leta 1905 in povabil meniške ustvarjalce iz samostana v Beuronu, ki so načrtovali pod konservativnim vplivom. Proti koncu desetletja je Plečnik dokončno zapustil secesijski slog, saj je že po potovanju v Italijo začel razvijati drugačen arhitekturni jezik s stilnimi značilnostmi modernizma in klasicizma ob upoštevanju teorij Gottfrieda Semperja.
V prvem desetletju 20. stoletja je ustvaril nekaj ključnih vil, ki so bile bistvene za prehod iz secesijskega stila v modernizem, imele so tudi inovativne tlorise. Najbolj znana je bila Zacherlova hiša, bolje palača v ožjem središču mesta, kjer je uporabil novost, enoten fasadni plašč z ritmično oblikovano fasado temnih kamnitih materialov. Hiša je predstavljala močan kontrast ob vzporedno nastajajočih svetlih in umirjenih, z dekoracijami krašenih secesijskih stavbah. 
Različne odmeve, večinoma kritične, je doživela njegova betonska cerkev Svetega Duha v delavski četrti Ottakring. Plečnik, ki je bil že od mladosti globoko veren, je bil prepričan v potrebi po vrnitvi k prvotnemu, neokrnjenemu in demokratičnemu krščanstvu. S tem prepričanjem je zasnoval enega prvih sakralnih objektov v Evropi, ki je bil v celoti zgrajen iz železobetona. Arhitekt pa je izbral ali sam oblikoval tudi notranjo opremo. Zaradi tega dela se je Plečnik uvrstil med pionirje moderne sakralne arhitekture v Evropi. 
Leta 1912 ga je trikrat izvolil in ministrstvu predlagal profesorski zbor dunajske umetnostne akademije za profesorja arhitekture kot naslednika O. Wagnerja. Pod pritiskom velenemških krogov je zaradi njegovega slovenstva ministrstvo odklonilo potrditev. Plečnik je sprejel povabilo, da postane leta 1911 profesor na Umetniško–obrtni šoli v Pragi. V češki prestolnici je živel med prvo svetovno vojno. V tem obdobju je ustvaril manj arhitektur, ukvarjal se je z oblikovanjem, zlasti sakralnih liturgičnih predmetov in z dodatnim študijem.

### Vrnitev v Ljubljano
Od 1921. naprej je predaval na Tehniški fakulteti v Ljubljani, kjer je prevzel vlogo vodilnega predavatelja za arhitekturo s popularno "Plečnikovo" šolo. Preselil se je v Ljubljano, v Trnovo, kjer je zase in sorodnike uredil in dozidal manjšo hišo tik za župnijsko cerkvijo sv. Janeza Krstnika. Nikoli se ni poročil, čeprav je prijateljeval z nekaj damami. Vzporedno je v Pragi preurejal Praški grad v predelu Hradčani v predsedniško rezidenco. Oblikoval je vrtove, dvorišča in notranjo opremo, kar je še danes ohranjeno. V Pragi je postavil inovativno oblikovano cerkev psv. Srca Jezusovega. Eno od različic konceptov za to cerkev je kasneje porabil za cerkev sv. Frančiška v Šiški. 
Dolga leta je razmišljal o olepševanju ljubljanskih ulic in trgov. Močna sila ga je vlekla nazaj v rodno mesto, kot je sam napisal v pismu svojim bodočim študentom leta 1921: »Kosti teže h grobovom očetov in — če mi je dovoljeno tako izpovedati — ljubezen do preostale pedi naše zemlje narekuje: dvigni, dvigni se, nesi domov razdat svojo starost, svoj mir« Ob njegovi vrnitvi se je s svojimi ljubljanskimi študenti takoj začel ukvarjati z urbanizmom in dopolnjevanjem mesta, kjer je najprej dopolnjeval rimske osi, zlasti nekdanji cardo blizu svoje rojstne hiše. Zgodaj se je posvetil parku Tivoli in Grajskemu griču. Z različnimi arhitekturnimi posegi v ključnih urbanističnih točkah je pripomogel k plemenitenju mesta. Pogosto je uporabil drevje in drugo rastlinje v svojih ureditvah. Pomanjkanje sredstev za gradnjo ni bila ovira zanj, ker je z domišljijo našel cenejše rešitve za tlakovanje trgov in ulic, beton za balustrade ali pa je uporabil odstranjeni kamen pri drugih projektih. 
Leta 1938 je bil sprejet med člane Slovenske akademije znanosti in umetnosti. Izvoljen je bil za častnega meščana mesta Ljubljana. Prejel je odlikovanje Zasluge za narod, Prešernovo nagrado (leta 1949 in 1952), promoviran pa je bil tudi za častnega doktorja Tehniške visoke šole na Dunaju in Univerze v Ljubljani (1952). Častili so ga nekateri učenci in del politikov. Po letu 1945 je risal načrte za popravljanje cerkva, za spomenike padlim in za Križanke. Umrl je 7. januarja 1957 na svojem domu v ljubljanskem Trnovem.  Krsto so prenesli v avlo Univerze v Ljubljani, kjer je ležal med častno stražo svojih študentov. Pokopan je v družinskem grobu na Žalah, ki ga je sam zasnoval.  Pogrebu so se udeležili politiki in pomembni predstavniki kulturnih ustanov, zbrala pa se je tudi velika množica ljudi,  Prvo posthumno razstavo v Narodni galeriji mu je pripravil umetnostni zgodovinar Lojze Gostiša. Sledile so manjše razstave, posebej v Evropi, vse do večje monografske predstavitve v Centru Georges Pompidou v Parizu leta 1986 (ponovljena je bila v Ljubljani) in na novo koncipirana v Pragi leta 1996. Praško razstavo sta odprla Vaclav Havel in Milan Kučan. Češki predsednik M. Zeman je Plečnika 2017 posmrtno odlikoval z redom Tomaša G. Masaryka. Oblikovalski Plečnikovi izdelki, izjemno cerkveno posodje, so bili leta 2019 krajši čas razstavljeni v Vatikanskem muzeju. Plečnikovo delo v Pragi in na Dunaju je del mestnih jeder na seznamu UNESCA. Posebej pa se odlikuje Plečnikova Ljubljana, ki je na prestižnem seznamu dediščine sveta od sredine leta 2021.

## Arhitekt

### Arhitekturni slog
Plečnik ni bil pristaš funkcionalistične doktrine, ki je vladala v umetniških krogih ob koncu 19. stoletja. Postopoma je iz secesijskih okvirov razvil lastno arhitekturno izražanje, ki je predvsem z navezovanjem na antiko in Semperja močno odstopalo od sočasnega evropskega modernizma. 

#### Wagnerjev vpliv
Profesor Otto Wagner je imel na Plečnika močan vpliv v obdobju njegovega študija. Spremljal ga je do konca njegovega življenja. Wagner se je zelo nanašal na arhitekturno teorijo Gottfrieda Semperja o oblačenju konstrukcije, po kateri naj bi se ornament v arhitekturi skozi čas razvil iz umetne obrti: dolg niz preobrazb antičnih vezenin in lončarstva. Po tem načelu bi arhitekt moral temeljito preučiti stare oblike, poznati njihov prvotni namen, okoliščine njihovega nastanka in preobrazbe, da bi jih lahko pravilno vnašal in primerno prilagodil sestavine klasičnega okrasja potrebam sodobnega časa. Plečnik je sprejel to razumevanje vloge arhitekta in se nanjo dobro odzval, saj se je v tradicionalnem okrasju zelo spoznal zaradi svoje nadarjenosti pri risanju v različnih slogih. Čeprav je imel Plečnik v marsičem drugačne poglede od učiteljevih, je pri Wagnerju spoznal temelje arhitekturnega snovanja in vsa njegova umetnost je nenehno vračanje k njim.
Kot mladi arhitekt si je s pomočjo Semperjeve teorije o tkaninskih ovojih konstrukcij kot zasnovi stavb izoblikoval kompozicijska načela, ki jim je sledil celo življenje. Imel je izrazit občutek za plastičnost, kar mu je pomagalo pri oblikovanju volumnov in ne ploskovitem obravnavanju arhitekture. Pri iskanju primernih oblik v pravem razmerju z gradivom je njegova razvita domišljija igrala ključno vlogo.

#### Pomen antike
V študijskem času in ob zaključnem potovanju po Apeninskem polotoku je občutil privlačnost antike in renesančne, manieristične ter baročne arhitekture. Potovanje je za Plečnika pomenilo velik prelom v razumevanju arhitekture. Iz Italije se je vrnil močno spremenjen in postopoma ni želel več delati le na način secesijskih tradicij, kot je delal prej pri svojem profesorju. Obiskal je med drugim Benetke, Raveno, Assisi, Firence, za daljši čas Rim in za tem Pariz. Tam je podrobno opazoval in spoznal klasiko. To je v veliki meri spodbudilo, da je Plečnik razvil zelo bogat notranji svet asociacij in oblik (pretežno klasičnih), ki jih je izvirno uporabljal v novih kontekstih. Spoznal je predvsem pri Michelangelu in Peruzziju, da je pravila klasične arhitekture možno nadgraditi, tako je njegovo ustvarjanje dobilo močno osebno izvirnost, ki je v formi neponovljiva.
Prepričan je bil v popolnost klasike. Kot Michelangelo je skušal oblikovati drugače, vendar klasično. Svojim učencem je o tem tako razlagal: "Veste, kaj je klasika? To je popolnost! Lahko naredite drugačne profile, ali čez klasične ne pridete. Lahko naredite drugačne stebre in jih tudi morate, ali vedite, toskanski je samo eden!". Kljub temu se ni strogo držal klasičnih proporcij; ponotranjil in obvladal je klasični duh tako, da je, kadar je želel, svoja dela prepojil s klasiko ali z baročnimi zasnovami.
Ob vrnitvi v Ljubljano je postalo bolj izrazito njegovo zatekanje k etruščanski tematiki, ki mu je bila zelo blizu. Izhajal je iz klasičnih arhitekturnih oblik, da bi zasnoval slovenski narodni slog: zapornico Ljubljanice je na primer ustvaril iz elementov egipčanske, grške in etruščanske umetnosti.

#### Lokalno izročilo
V krajih, kjer je Plečnik delal, si je zelo prizadeval, da bi njegova arhitektura upoštevala in po možnosti nadgrajevala lokalno izročilo. Zavedal se je, da ima arhitektura pomembno vlogo pri oblikovanju in okrepitvi kulture krajev in zato je v javne prostore posegal spoštljivo in samozavestno. 
Ob začetku svoje samostojne poti kot arhitekt je Plečnik začel iskati narodnostni izraz slovanskega ljudstva v umetnosti. V času, ki ga je preživel kot profesor v Pragi se je poglobil v preučevanje ljudske umetnosti, saj je češko ljudstvo imel za elito med Slovani. Študentom je skušal približati tradicijo njihove domovine. V letih po prvi svetovni vojni je uredil Praški grad, ki je nazoren primer njegovega spoštovanja do lokalne tradicije in zgodovine. Skušal je preroditi podobo gradu, ki jo je imel pred prenovo v XVIII stoletju in ga hkrati narediti bolj odprtega in prehodnega. Trudil se je, da ne bi uporabil pri ureditvi zgodovinskih predelov gradu "tuje" arhitekturne elemente. Navdih za to nalogo je iskal v tamkajšnjih uveljavljenih ureditvah in v projektu je uporabljal simboliko, povezano z nastankom Prage. Praški grad je bil, skupaj z jedrom Prage, uvrščen na seznam UNESCO.
Ob vrnitvi v rodno mesto je Plečnik z raznimi urbanističnimi posegi ogromno prispeval k edinstveni prepoznavnosti Ljubljane, slovenske kulturne prestolnice. Bil je mnenja, da lepota mesta zelo prispeva k ustvarjanju narodne zavesti in zato je svojemu majhnemu narodu skušal s svojim delom postavljati solidne kulturne temelje. Ljubljana je po potresu leta 1895 doživela preobrazbo njene urbanistične podobe. Po Fabianiju je Plečnik nadgradil mesto s pomembnimi stavbami in ureditvami (vodna os, zelena - univerzitetna os). To je razlog, da se je razširilo ime "Plečnikove Ljubljane". Pri njenem nastanku je značilno, da je šlo za več delnih ureditev v različnih predelih mesta. Skušal je oživiti in ustvariti mediteranski značaj, kakor ga je imelo baročno mesto pred potresom. Na simbolni ravni se je pri svojih posegih v Sloveniji delno zgledoval pri etruščanski umetnosti, ker je bil prepričan, da so Slovenci potomci tega ljudstva. Nekdanja Emona in rimska arhitektura je bila zanj pomembno vodilo v posegih v mestu. 
Po drugi strani se je moral Plečnik neredko soočati s pomanjkanjem možnosti naročnikov, kar ga je pripeljalo do iskanja izvirnih rešitev, da bi ohranil visoko raven kakovosti svoje arhitekture. Rad je uporabljal raznovrstne materiale, zlasti avtohtone za posamezno okolje, kar se najbolje vidi v cerkvah v Bogojini in na Barju. Zaradi njegove pozornosti do lokalnega izročila, kljub njegovega klasičnega izraza, velja Plečnik v Sloveniji za ljudskega umetnika.

### Plečnikovo delo
Glej tudi: Delo Jožeta Plečnika

#### Zgodnja leta
V začetku svoje samostojne poti kot arhitekt na Dunaju si je Plečnik pridobil velik ugled z oblikovanjem lesenega pohištva. Leta 1905 je organiziral odmevno razstavo cerkvene umetnosti kot član dunajske Secesije. Prvo delo, ki jo je sam načrtoval, je bila prenova Vile Langer (1900–1901), v kateri je še v veliki meri prisoten fasadni stil njegovega profesorja Wagnerja. Med letoma 1903–1905 je postavil Zacherlovo hišo, njegovo najpomembnejšo zgradbo tega obdobja. Uporabil je enotno fasadno temno oblogo iz granitnih plošč, ki jasno kaže na oddaljitev od Wagnerjevih členjenih fasad. Izjemna, od tlorisov do detajlov je bila družinska Vila Grassberger (1908–1909). Postavil je še dvoetažno betonsko cerkev sv. Duha v Ottarkringu (1910–1913), v delavskem predelu Dunaja.
V Pragi ga je po koncu prve svetovne vojne predsednik Tómaš G. Masaryk imenoval za arhitekta prenove Praškega gradu. Obnovil in nadgradil je dvorišče, ustvaril predsedniško rezidenco in vrtove pod ter okoli gradu. Pripravil je načrte za druge posege, ki se niso vsi v celoti uresničili. S predsednikom in njegovo hčerko je sodeloval še pri urejanju letnega dvorca Lány.

#### Urbanistični načrt Ljubljane
V Ljubljani se je po letu 1921 ukvarjal tudi z urbanistično zasnovo rojstnega mesta in jo dopolnjeval z avtorsko arhitekturo. Kot izhodišče si je vzel premišljen načrt, ki ga je po potresu naredil Maks Fabiani. V središču Ljubljane si je zamislil niz povezanih trgov, ki usmerjajo pogled proti gradu. Ob tem se je posvetil Ljubljanici in njenim bregovom, osi Emonske in Vegove ulice ter povezavam k osrednjemu sprehajališču v Tivoliju in potem k in na grajskemu griču. V severnem delu Ljubljane, ki je raslo brez ustrezne povezave z mestom, je predvidel niz javnih zgradb ob načrtovanem bulvarju, ki bi povezal staro in novo pokopališče. Tako je skušal ohraniti samostojnost tega predela in si zamislil razporeditev parcel po zasnovi vrtnega mesta.
Pripravil je celovit urbanistični načrt Ljubljane in nakazal na potrebo po vključitvi javnih in kulturnih zgradb. Predvidel je tudi obvoznico okoli mesta. Nujnost drugih urbanističnih posegov in gospodarska kriza sta onemogočili uresničitev tega načrta. S premišljenimi posegi v urbano tkivo Ljubljane, z mostovi, uličnimi in parkovnimi potezami, je Plečnik nekdanje provincialno habsburško mesto z baročnimi in secesijskimi poudarki spremenil v slovensko prestolnico.
Kot element  oblikovanja je pogosto uporabil drevje in drugo rastlinje. Ponekod je zaradi pomanjkanja denarja uporabil cenejše materiale, pa iz njih prav tako oblikoval mojstrovine. Vztrajal je v urejanju v ključnih urbanističnih točkah mesta in sčasoma sestavil dosleden mozaik arhitekturnih posegov v celotnem mestu.
Cerkvena dela
Prvi sakralni objekt, ki ga je načrtoval v kraljevini SHS, je bila cerkev sv. Frančiška Asiškega v Šiški (nova šišenska cerkev). Zgradili so jo med leti 1925 in 1931, dopolnjevali pa vse do njegove smrti. Zasnova cerkve delno sledi idealu starokrščanskih bazilik z ravnim lesenim stropom, nizom oken pod njim in s stebri, ki povezujejo prostor. Podobne prvine ima bogojanska cerkev v Prekmurju, ki jo je zasnoval v tistih letih. Bolj veličastna in razkošna cerkev psv. Srca Jezusovega v Pragi je bila dokončana leta 1932. Načrtoval jo je kot veliko dvorano brez stebrov, a še vedno z duhom starokrščanskih bazilik. V notranjosti cerkve je predvidel postopno sakralizacijo s prostostoječimi, nepravilno razporejenimi oltarji, a ta zamisel se ni uresničila. Zasnoval je relativno prostorno kripto, v njej je za obok nad oltarjem uporabil arheološke ostanke najstarejših cerkva na praškem gradu, kar je na simbolni ravni prispelo k zgodovinski legitimnosti cerkve. Tudi v nedokončani cerkvi v Zagrebu (1936) je predvidel nepravilno razporejene kapele.
Cerkev sv. Mihaela v Črni vasi pri Ljubljani (1937–1938) je zelo zanimiv primer njegovih vaških cerkva. Zaradi nenosilnosti tal je cerkev zgradil na lesenih pilotih. Kot stebre je v notranjosti uporabil dekorativno poslikane betonske kanalizacijske cevi, da bi bila gradnja bolj varčna. S postavitvijo oltarja na sredini daljše stranice glavne ladje je skušal fizično približati vernike mašni daritvi na oltarju. Dostop v cerkev čez stopnišče v obliki mostu nadaljuje os cerkve in ustvarja monumentalen dostop v sakralni prostor. V Beogradu je postavil sorazmerno veliko cerkev sv. Antona Padovanskega (1929–1932). V njej je prevzel ovalni tloris po zgledu Panteona v Rimu in kapele umestil v "vdolbine" zidu. Po drugi svetovni vojni je Plečnik prenavljal poškodovane cerkve, urejal notranjosti, krstilnice, kapele, oltarje.  
Plečnik je eden redkih arhitektov 20. stoletja, ki se je predano posvetil sakralni arhitekturi in poleg zgradb oblikoval tudi različne izdelke cerkvenega posodja. Načrtovanja liturgičnih predmetov se je lotil že v Praških letih po naročilu brata Andreja, ki je bil duhovnik in si je zaželel nov kelih. 

#### Posvetne zgradbe
Vzporedno je od vrnitvi v Ljubljano delal več posvetnih zgradb, kot so Plečnikova tržnica, zapornica na Ljubljanici, stavba NUK, Tromostovje, Čevljarski most, mostovi na Ljubljanici, mestno pokopališče Žale, celostna prenova številnih ambientov v mestu ter posegi na Ljubljanskem gradu, zlasti na Šancah in drugod po Sloveniji. 
Plečnik je preuredil staro renesančno palačo iz XIX stoletja za Zbornico za trgovino, obrt in industrijo v Ljubljani med leti 1925 in 1927. Uporabil je podobne rešitve pri sočasnem urejanju Bikovskega stopnišča na Praškem gradu. S svojim posegom je skušal je poplemeniti slovensko umetno obrt. Danes ima v zgradbi sedež Ustavno sodišče Republike Slovenije. 
Leta 1928 je začel z načrtovanjem Vzajemne zavarovalnice v Ljubljani in Ljudske posojilnice v Celju. Pri obeh je možno opaziti, kako si je Plečnik pomagal z arhitekturnimi izkušnjami iz Dunaja, in sicer pri načrtovanje Zacherlove hiše. Dve leti kasneje je Plečnik začel z načrtovanjem monumentalne palače knjižnice, sedanjo Narodno in univerzitetno knjižnico v Ljubljani (NUK zgrajen leta 1941), ki velja za enega izmed njegovih najpomembnejših del. Plečnik je knjižnico v notranjosti zasnoval kot simbolični tempelj, v katerem bi bilo shranjeno vse tiskano znanje slovenskega naroda. Ta ideja je močno prisotna v doživljanju notranjosti stavbe. S premišljeno osvetlitvijo prostorov in uporabo materialov, temnih kamnov je zasnoval vhodno stopnišče kot prehod iz temnega, nižjega prostora, ki simbolizira neznanje, v razsvetljeno čitalnico, povzdignjen prostor, ki je simbol znanja.
Leta 1933 je za njegovega prijatelja Prelovška spretno postavil najemniško hišo na zelo ozki trikotni parceli. Zaradi njene pojavnosti je stavba imenovana "Peglezen", kar je ljudsko ime za likalnik. V tem obdobju je Plečnik dobil priložnost, da je oblikoval nabrežja in mostove struge Ljubljanice, pri čemer je skušal vzpostaviti bližnji stik med mestom in reko. Ob sedanji reki se niz njegovih posegov začne s Trnovskim pristanom, ki ga je oblikoval kot podolgovat park s terasami, s katerih je mogoče občudovati reko. Postavil je nov Čevljarski most, zamišljen kot majhen trg nad vodo. V središču mesta je Plečnik uporabil izvirno zasnovo treh mostov z dodajanjem dveh novih stranskih brvi za pešce. Tromostovje je zaradi svoje pojavnosti skupaj s Plečnikovimi tržnicami preobrazilo središče Ljubljane in ji dalo močan sredozemski značaj. Nekaj sto metrov nižje se Plečnikova ureditev obrežij Ljubljanice končuje z zapornico in parkovno ureditvijo. 
Kasneje je Plečnik s strani mesta dobil samo še nekaj naročil. Največje izmed njih so bile poslovilne vežice na glavnem mestnem pokopališču, ki so ga pozneje poimenovali Žale (1938-40). Plečnik je ta projekt zelo premislil in spreminjal. Zasnoval jih je kot samostoječe kapele, ki bi obudile stari običaj pokopavanja mrtvih ob domači župniji. Celoten projekt je spoštljivo prežet s presežnim in antiko, kot je na primer sama razporeditev objektov, ki izredno spominja na Atensko Akropolo. Mogočen vhodni portal simbolizira prehod med svetom živih in svetom mrtvih.

#### Zadnje obdobje
Številni njegovi načrti so bili vizije, nekateri popolnoma nerealni v svojem času in so ostali neuresničeni. Leta 1947 je Plečnik na povabilo predsednika ljudske skupščine predlagal, da bi na mestu Ljubljanskega gradu zgradili Katedralo svobode (Plečnikov parlament), 120 metrov visoko stavbo s stožčasto kupolo in masivnim stopniščem do magistrata. Vodstvo skupščine je namesto tega predlagalo lokacijo blizu Tivolija in projekt dodelila Plečniku ter štirim drugim arhitektom, pa se je Plečnik opravičil, naj ga dajo mlajšim. Po drugi svetovni vojni se je umetnik in upokojeni profesor ukvarjal pretežno z dopolnjevanjem in restavriranjem cerkva in načrtovanjem številnih spomenikov žrtvam vojne po Sloveniji: partizanom, talcem, internirancem (Črna na Koroškem, Dolenja vas v Selški dolini, Borovnica, Brezovica, Gorje, Litija, Ljubljana). Posebej je načrtoval stebriščni paviljon za maršala Tita na Brionih. Drugi projekti, ki jih je takrat dokončal, so prenova Prešernovega gledališča, ter Plečnikove arkade, stopnišče in vodnjak, vse v Kranju. 
Njegovo zadnje veliko delo je obsežna prenova nekdanjega samostana Križanke v Ljubljani. Pri delu so mu pomagali učenci, sodeloval je s konservatorjem N. Šumijem. Posebej je v delu samostana prilagodil prostore za srednjo umetnostno-obrtno šolo, ki jo je vodila njegova učenka Gizela Šuklje. V Ljubljani so po načrtih A. Suhadolca in A. Bitenca delno uredili nekdanje Baragovo semenišče (Akademski kolegij, Festivalna dvorana, Pionirski dom); polovica načrtovanega valja pa ni bila nikoli postavljena. Ostali sta maketi Mesarskega mostu in Parlamenta v Tivoliju. V Zagrebu so odstopili od načrta za Lurdsko cerkev (Lurdska Majka Božja) blizu Maksimirja. Uresničena je bila samo kripta z mogočnimi stebri in značilnimi originalnimi Plečnikovimi lestenci. Za samo cerkev so sprejeli nekakšen kubističen načrt, ki se s Plečnikovim načrtom ne ujema ali pa mu celo nasprotuje. V Beogradu so frančiškani na tako imenovanem Crvenom krstu po Plečnikovih načrtih zgradili cerkev Svetega Antona Padovanskega. Posvečena je bila šele po zgraditvi zvonika leta 1962. Za osnovo je Plečnik vzel starokrščansko rotundo, kar naj bi projekt povezovalo s prvinskimi vrednotami krščanstva, ki je cvetelo že v rimskem Singidunumu. Kip sv. Antona za to cerkev je v bronu oblikoval znameniti kipar Ivan Meštrović. 
Plečnikovo delo je pomembno tako na področju prostorskega načrtovanja in arhitekture, kot na pedagoškem področju.

## Pedagog
Čeprav Plečnik nima zaslug za ustanovitev Oddelka za arhitekturo, ki je leta 1920 začel delovati na Tehniški fakulteti v Ljubljani, katere prvo poslopje je sam načrtoval (zdaj Fakulteta za farmacijo), velja za duhovnega očeta arhitekturne šole ljubljanske univerze. Na šolo je prišel leta 1921 s številnimi izkušnjami poučevanja iz Prage in s slavo Masarykovega arhitekta ter na povabilo Ivana Vurnika. Po njegovih načrtih so med 1920 in 1921 za študente zgradili skromno staro zgradbo Tehniške fakultete (Stara tehnika ob Aškerčevi cesti), kjer so se šolali prvi v Sloveniji vzgojeni arhitekti. Tudi klasicistično zgradbo ob Grabnu, kamor se je šola za arhitekturo preselila leta 1947, označuje vhodni baldahin, ki ga je skupaj z učenci načrtoval Plečnik. Predvsem pa je Plečnik arhitekturno šolo zaznamoval z načinom poučevanja arhitekture, pri katerem je uporabljal uveljavljene učne metode svojega dunajskega profesorja Otta Wagnerja. Šolo si je zamislil kot delavnice, kolektive profesorjev in študentov, ki skupaj izkušajo celoten proces načrtovalskega dela. Način je bil podoben tako učnemu procesu v Wagnerjevi šoli kot starejšim arhitekturnim in celo obrtnim delavnicam. Sistem delavnic – seminarjev se je na ljubljanski šoli v veliki meri ohranil vse do konca 20. stoletja. Poučevanje, ki je temeljilo na arhitekturni kompoziciji in veščem risanju, je arhitekturno šolo v Ljubljani določilo kot bolj umetniško in manj tehnično. S specifičnim načinom študija in koreninami, ki preko Plečnika segajo do njegovega učitelja Wagnerja in naprej do G. Semperja, je danes Fakulteta za arhitekturo v Ljubljani prepoznavna kot ena pomembnih arhitekturnih šol v Srednji Evropi. Med številnimi generacijami njegovih diplomantov izstopa nadarjeni Edvard Ravnikar, ki je bil po vojni nastavljen za novega predstojnika arhitekturnega seminarja/oddelka in je samozavestno nadaljeval dopolnjevanje Plečnikove Ljubljane. Plečnik je zaradi starosti (73 let), manj samozavestnih asistentov in nekoliko zaradi svojega katolicizma ostal na obrobju, čeprav je naklonjeno mnenje o njem napisal politično pravoverni M. Tepina. Številni učenci, sledilci in naročniki pa so k svojemu ostarelemu učitelju po nasvete hodili na njegov dom v Trnovem. Nekateri učenci so ostali vpeti v kalupe Plečnikovih oblik, drugi, večinoma učenke, so se razvili v izvrstne zaščitnike kulturne dediščine (Nataša Štupar Šumi, Špelka Valentinčič Jurkovič, Staša Blažič Gjura, Majda Neřima, Gizela Šuklje; Vlasto Kopač, Boris Kobe, Ciril Tavčar).

## Plečnik in sodobna Slovenija
Po Plečniku so poimenovali najvišja slovenska priznanja na področju arhitekture. Od leta 1973 naprej vsako leto Sklad Jožeta Plečnika objavi razpis za Plečnikovo nagrado in Plečnikove medalje. Podeli jih župan mesta Ljubljana ob koncu maja. V Ljubljani je kar sedem Plečniku posvečenih kiparskih spomenikov (najstarejša portretna glava je v Križankah). Na nekdanjem bankovcu za 500 tolarjev sta bila upodobljena lik Jožeta Plečnika in pročelje Narodne in univerzitetne knjižnice v Ljubljani. Na veljavnem kovancu za 0,10 € pa je upodobljena njegova Katedrala svobode (Slovenski parlament), ki pa ni bila nikoli zgrajena. Prva poštna znamka v samostojni Sloveniji nosi sliko stožčastega parlamenta in je bila izdana 26. junija 1991, njena vrednost je bila 5,00 SIT. Leta 2002 pa je izšla tudi priložnostna poštna znamka s Plečnikovim likom. 
Ob 50–letnici arhitektove smrti je Slovenija leto 2007 razglasila za Plečnikovo leto, podobno tudi leto 2022 od 150-letnici njegovega rojstva. V istem letu je Rimskokatoliška cerkev v Sloveniji sprožila postopek za arhitektovo beatifikacijo, kar je sprožilo precej vročih polemik. Uprava Praškega gradu od leta 2018 podeljuje za izjemne dosežke na področju arhitekture, gradbeništva in varstva arhitekturne dediščine Veliko nagrado Jožeta Plečnika (Grand Prix Jože Plečnik). 
Povečano zanimanje za Plečnika se je v svetu pojavilo v obdobju postmodernizma v arhitekturi, ko je ponovno postala priljubljena raba historičnih arhitekturnih elementov. Ker je Plečnik rad uporabljal klasične elemente in jih med seboj poljubno mešal, obenem pa je to počel v času, ko so bili klasični arhitekturni stili že davno preživeti, predstavlja v svetovni arhitekturi zanimivo posebnost. 
Že v osemdesetih letih, v večji meri pa po vključitvi v EU in seriji razstav v Evropi (Pariz: 1986, Praga (Arhitektura za novo demokracijo, 1996) in izven nje so Plečnikove stavbe postale priljubljene turistične znamenitosti. V Ljubljani mestna občina poleti celo plačuje v Plečnika preoblečenega igralca, da se v turistični sezoni sprehaja po mestnih ulicah. Ljubljana ima številne Plečniku posvečene javne spomenike. Noben drug ustvarjalec ali pomemben Slovenec nima toliko spomenikov. Poprsja ali reliefi različnih umetnikov so postavljeni: vrt pred sedežem univerze na Kongresnem trgu, Križanke ob velikem dvorišču, Gimnazija Jožeta Plečnika (v glavni veži), Trnovska cerkev (na vhodnem pročelju), Fakulteta za arhitekturo (v vhodni veži), NUK (na hodniku v kleti); in ob Eipprovi ulici ("računalo"). Manj posrečen portretni relief J. Plečnika je v Slovenskem etnografskem muzeju. Narodna galerija hrani Savinškov model za Plečnikov spomenik. S stebrom (avtor Edvard Ravnikar) je označen prostor Plečnikove rojstne hiše v Gradišču. Odnos med Plečnikom in Ljubljano pogosto nekoliko površno primerjajo s tistim med Antonijem Gaudíjem in Barcelono. Dosje »Brezčasna humanistična arhitektura Jožeta Plečnika v Ljubljani in Pragi« je bil od 2015 na poskusnem seznamu za uvrstitev med Unescovo svetovno kulturno dediščino. Slovenija je leta 2020 vložila samostojno, delno spremenjeno nominacijo brez objektov v Pragi in s poudarki na ureditvah za meščane ter pri plemenitenju Ljubljane in spremembi provincialnega mesta v narodno prestolnico. Že naslednje leto je bila nominacija soglasno potrjena na mednarodnem srečanju UNESCO. Plečnikova ustvarjalnost v Ljubljani je bila vpisana v seznam Unescove kulturne dediščine 28. julija 2021 s soglasnim mnenjem komisije, kot »Dela Jožeta Plečnika v Ljubljani – urbano oblikovanje po meri človeka«.

## Seznam del

#### Dunajsko obdobje
- Vila Langer, Dunaj (1900–1901)
- Zacherlova Hiša, Dunaj (1900–1905)
- Vila Loos, Dunaj (1901)
- Hiša Weidmann, Dunaj (1901–1902)
- Najemniška hiša Langer, Dunaj (1901–1903)
- Vodnjak Karla Boromejskega, Dunaj (1906–1909)
- Vila Grassberger, Dunaj (1908–1909)
- Cerkev sv. Duha, Dunaj (1908–1913)
- Kapela Zacherl, Dunaj (1912–1914)

#### Praško obdobje
- Rajski vrt, Praški grad (1920–1926)
- Vrt na okopih, Praški grad (1920–1927)
- Prvo dvorišče, Praški grad (1920–1926)
- Plečnikova dvorana (1920–1931)
- Predsednikovo stanovanje, Praški grad (1921–1927)
- Tretje dvorišče, Praški grad (1920–1947)
- Bikovsko stopnišče, Praški grad (1925–1931)
- Vrt na bastiji, Praški grad (1927–1932)
- Park predsedniške letne rezidence, Lány (1920–1933)
- Cerkev psv. Srca Jezusovega, Vinohrady (1921–1932)

#### Ljubljansko obdobje
- Stara tehnika na Aškerčevi (1921)
- Plečnikova hiša v Trnovem, Ljubljana (1921–1930)
- Cerkev sv. Jožefa (notranjost), Ljubljana (1922–1941)
- Stadion za Bežigradom, Ljubljana (1923–1939)
- Cerkev Gospodovega vnebohoda, Bogojina (1925–1956)
- Cerkev sv. Frančiška Asiškega v Šiški, Ljubljana (1924–1931)
- Zbornica za trgovino, obrt in industrijo, danes Ustavno sodišče (notranja preureditev), Ljubljana (1925–1927)
- Cerkev sv. Mihaela, Črna vas pri Ljubljani (1925–1939)
- Šentjakobski trg, danes Levstikov trg, Ljubljana (1926–1938)
- Rimski zid, avtorska rekonstrukcija, Ljubljana (1926–1938)
- Celjska posojilnica, danes Banka Celje (1927–1930)
- Vzajemna zavarovalnica, danes Zavarovalnica Triglav, Ljubljana (1928–1930)
- Trnovski most na Gradaščici, Ljubljana (1928–1932)
- Ilirski steber, Ljubljana (1929)
- Čevljarski most, Ljubljana (1931–1932)
- Tromostovje, Ljubljana (1929–1932)
- Dolničarjeva ulica, tlakovanje (1929)
- Tržnice, Ljubljana (1939–1942)
- Zapornica na Ljubljanici, Ljubljana (1933–1939)
- Vegova ulica s hermami skladateljev, Ljubljana (1929–1942)
- Ureditev parka Tivoli (1929–1933)
- Cerkev sv. Antona Padovanskega, Beograd (1929–1932)
- Narodna in univerzitetna knjižnica, Ljubljana (1930–1941, 1944–1947)
- Vila Prelovšek, notranja ureditev, Ljubljana (trideseta leta 20. stoletja)
- Jezuitski samostan, notranja ureditev, Maribor (1932)
- Kraljeva lovska koča, Kamniška Bistrica (1932–1933)
- Peglezen, Poljanska cesta, Ljubljana (1932–1934)
- Cerkev sv. Jerneja v Spodnji Šiški, Ljubljana (1933–1938)
- Cerkev sv. Antona Puščavnika, Zgornja Rečica pri Laškem (1935–1939)
- Cerkev Matere Božje Lurške, Zagreb (1934–1937)
- Paviljona Murki, Begunje (1937–1939)
- Poslovilni kompleks Žale, Ljubljana (1936–1942)
- Grobnica Šušteršič, Žale (1925)
- Grobnica Žagar, Rakek (1930–1932)
- Uršulinska gimnazija, danes gimnazija Jožeta Plečnika, Šubičeva ulica, Ljubljana (1939–1947)
- Cerkev sv. Benedikta, preureditev, Zgornje Stranje (1946–1957)
- Pirnatova vila, Homec (1947–1957, dokončano posmrtno)
- Cerkev obiskanja Device Marije, Tolminsko hribovje, Ponikve (1948–1958)
- Spomeniki žrtvam druge svetovne vojne: Dolenja vas v Selški dolini (1949–1950); Litija (1950–1951); Laško (1951); Ljubljana OF (1951) Ljubljana Trnovo (1951–1954), Vipava (1953), Črna na Koroškem (1956)
- Letno gledališče Križanke, Ljubljana (1952–1956)
- Kapela Frančiškanskega samostana, Kamnik (1952–1956)
- Krstna kapela v župnijski cerkvi, Mengeš (1953–1955)
- Rožnovensko stopnišče z vodnjakom, Kranj (1954–1955)
- Paviljon na Brionih, Veliki Brion (1955–1956)
- Zvonika ribniške cerkve, tako imenovani ribniški kroni, ki sta zadnje delo Jožeta Plečnika (realizirano posmrtno,1960)

#### Splošno o Plečniku, njegovem življenju in delu
- Universum Plečnik: Od delavnice do mita/Between Wokrshop and Myth (gl. urednik Tomaž Štoka, predgovor Bogo Zupančič, MAO, 2023)
- Plečnik: vodnik po stalni razstavi v Plečnikovi hiši (slov./angl., 2021, 2022)
- Blaž Vurnik, Zoran Smiljanić: Plečnik (strip), 2021
- Peter Krečič: Plečnik: Živeti za popolnost (biografija, 2018)
- Noah Charney: Večni arhitekt: življenje in delo Jožeta Plečnika, modernističnega mistika (2017-prevod)
- Damjan Prelovšek: Jože Plečnik: arhitektura večnosti - teme, metamorfoze, ideje (monografija, 2017)
- Tomáš Valena: O Plečniku: prispevki k preučevanju, interpretaciji in popularizaciji njegovega dela (2013)
- Andrej Hrausky, Janez Koželj, Damjan Prelovšek: Jože Plečnik: Dunaj, Praga, Ljubljana (monografija, 2006)
- Tatjana Adamič: Arhitekt Jože Plečnik: vodnik po spomenikih (ZVKDS, 2008)
- Peter Krečič: Jože Plečnik: moderni klasik (1999)
- Peter Krečič: Jože Plečnik: branje oblik (1997)
- Architectura Perennis (1941) in Napori (1955) (avtor J. Plečnik; tekst France Stele in Anton Trstenjak; ponatis, 1993)
- Peter Krečič: Jože Plečnik (monografija, 1992)
- Arhitekt Jože Plečnik 1872-1957: razstava v Ljubljani 1986: Nacionalni center za umetnost in kulturo Georges Pompidou, Pariz, Socialistična republika Slovenija, Mesto Ljubljana (soavtorja in ur. Lojze Gostiša, Damjan Prelovšek),1986
- Marjan Mušič: Jože Plečnik (biografija, zbirka Znameniti Slovenci, 1980; 1986)
- Arhitekt Jože Plečnik: 1872-1957: katalog ob spominski razstavi v Narodni galeriji v Ljubljani, 1968.

#### Posebni vidiki, izseki iz njegovega dela in življenja
- Darja Pergovnik: Plečnikova zelena Ljubljana, 2024
- Plečnikova Lectarija (katalog SEM, Tanja Roženbergar, 2023)
- Josip Markušić, Josip (Jože) Plečnik. Korespodencija 1932.-1956. (uredila Damjan Prelovšek in Jozo Džambo, 2023)
- Damjan Prelovšek: Narodna in univerzitetna knjižnica (monografija, ZRC, 2022)
- Damjan Prelovšek: Zacherlova hiša na Dunaju (zbirka Umetnine v žepu  23, 2022)
- Nulla dies sine linea: profesor Plečnik in njegova šola v Ljubljani (Ana Porok, Katja Ogrin, Tomaž Jurca), 2022
- Plečnik: metropola, kraj, vrt (Nika Grabar, Blaž Vurnik, katalog razstave MGML, 2022)
- France Stele: Arhitekt Jože Plečnik v Italiji 1898–1899, 2022
- Andraž Arko (ur.), Plečnik: živim in mrtvim: Plečnikova cerkev za Bežigradom in arhitektove vizije za območje pokopališča, 2022
- Bojana Čampa, Stane Jeršič idr.: Oblike za novo demokracijo: Fabiani – Plečnik – Vurnik (fotomonografija), 2021
- Plečnikove Tržnice: bogastvo skritih detajlov (besedilo Irena Vesel, 2020)
- Plečnikovi neuresničeni projekti za Ljubljano = Plečnik's unrealised projects for Ljubljana (katalog, 2019)
- Tomaž Jurca: Plečnik in sveto /Plečnik and the sacred (2018)
- Križanke (monografija, ur. Luka Vidmar, Ljubljana, 2018)
- Plečnik in Rothmayer: dva prijatelja, dve hiši, dve mesti, Ljubljana, 2018 (ob razstavi v Plečnikovi hiši v sodelovanjem z mestnim muzejem Praga)
- Andrej Hrausky: Plečnikova arhitektura v Ljubljani, 2017; 2022 (2. dopolnjena izdaja)
- Plečnik, kot se ga je spominjal njegov najljubši učenec Vinko Lenarčič (dopolnjena izdaja ob 50-letnici smrti Vinka Lenarčiča ter ob 60-letnici smrti Jožeta Plečnika in 10-letnici začetka postopka za njegovo beatifikacijo; uredil Simon Lenarčič, 2016)
- Plečnikove oporoke: ob 143-letnici rojstva arhitekta: Finžgarjeva galerija; Damjan Prelovšek, 2014 (katalog razstave v2011)
- D. Prelovšek: Cerkev sv. Mihaela na Ljubljanskem barju (zbirka Umetnine v žepu 5, 2012)
- D. Prelovšek: NUK: Narodna in univerzitetna knjižnica (zbirka Umetnine v žepu 1, 2010)
- D. Prelovšek: Cerkev Gospodovega Vnebohoda v Bogojini (2010)
- Maja Avguštin, Saša Lavrinc: Plečnik na Domžalskem in Kamniškem (Kulturni in naravni spomeniki Slovenije, 212, ZVKDS, 2010)
- Andrej Hrausky, Janez Koželj: Jože Plečnik v Ljubljani in Sloveniji (Cankarjeva založba, 2007)
- Peter Krečič: Cerkev sv. Benedikta v Stranjah (2008)
- Jože Plečnik - Jan Kotěra: dopisovanje (uredil Damjan Prelovšek, 2004)
- Peter Krečič: Plečnik in ekspresionizem (2002)
- Damjan Prelovšek: Plečnikova sakralna umetnost (1999)
- Vinko Lenarčič: Plečnik: spomini na Plečnika (uredil Andrej Lenarčič, 1998)
- Plečnik v tujini: vodnik po arhitekturi (Andrej Hrausky, Janez Koželj, Damjan Prelovšek, 1998)
- Damjan Prelovšek, France Kresal: Plečnikova palača: dom ustavnega sodišča RS (1998)
- Damjan Prelovšek: Poezija v kamnu: arhitekt Jože Plečnik na Praškem gradu (1997)
- Peter Krečič: Bogojina: Plečnikova cerkev Gospodovega vnebohoda (1997)
- Plečnikova hiša (vodič, 1997)
- Plečnikova Slovenija: vodnik po arhitekturi (Andrej Hrausky, Janez Koželj, Damjan Prelovšek, 1997)
- Plečnikova Ljubljana: vodnik po arhitekturi (Andrej Hrausky, Janez Koželj, Damjan Prelovšek, 1996)
- Ljubljanske tržnice arhitekta Jožeta Plečnika (Aleksander Bassin, Branko Cvetkovič, Asja Krečič, Peter Krečič, 1996)
- zbornik Hommage à Edvard Ravnikar (1907-1993), Ljubljana, 1995 (intervju Boštjana Vuge z E. Ravnikarjem, tudi o Plečniku)
- Damjan Prelovšek, Edi Majaron: Plečnikova lectarija (1993)
- Damjan Prelovšek: Plečnikovi knjigi Architectura Perennis, Napori (1993)
- Damjan Prelovšek: Josef Plečnik 1872-1957: architectura perennis (1992)
- Damjan Prelovšek, Vlasto Kopač: Žale arhitekta Jožeta Plečnika (1992)
- Jože Plečnik: Ciboriji, monštrance in zakramentariji (Rokus, 1987)
- Damjan Prelovšek, Božo Podlogar: Jože Plečnik: "Peglezen" (1986)
- Damjan Prelovšek: Hiša slovenske zavarovalnice (1985)
- Plečnik in jaz: pisma Jožeta Plečnika Antonu Suhadolcu. Suhadolčevi spomini na Plečnika (Anton Suhadolc; Peter Krečič, 1985)
- Peter Krečič: Spomeniki NOB Jožeta Plečnika in njegove šole (1975)